# Pentylstubin
Pentylstubin är en tunn slang med innesluten pentyl. Den gör att allt som är sammanbundet med den sprängs nästan samtidigt. Den detonerar i en hastighet av 6500 m/s. Den kan användas med en extra sprängladdning eller utan för mindre sprängningar. Pentylstubinen är okänslig för eld, slag och stötar och måste därför bringas att detonera med hjälp av någon annan (mindre) sprängladdning, vanligen en tändhatt.